# دورنشتدت

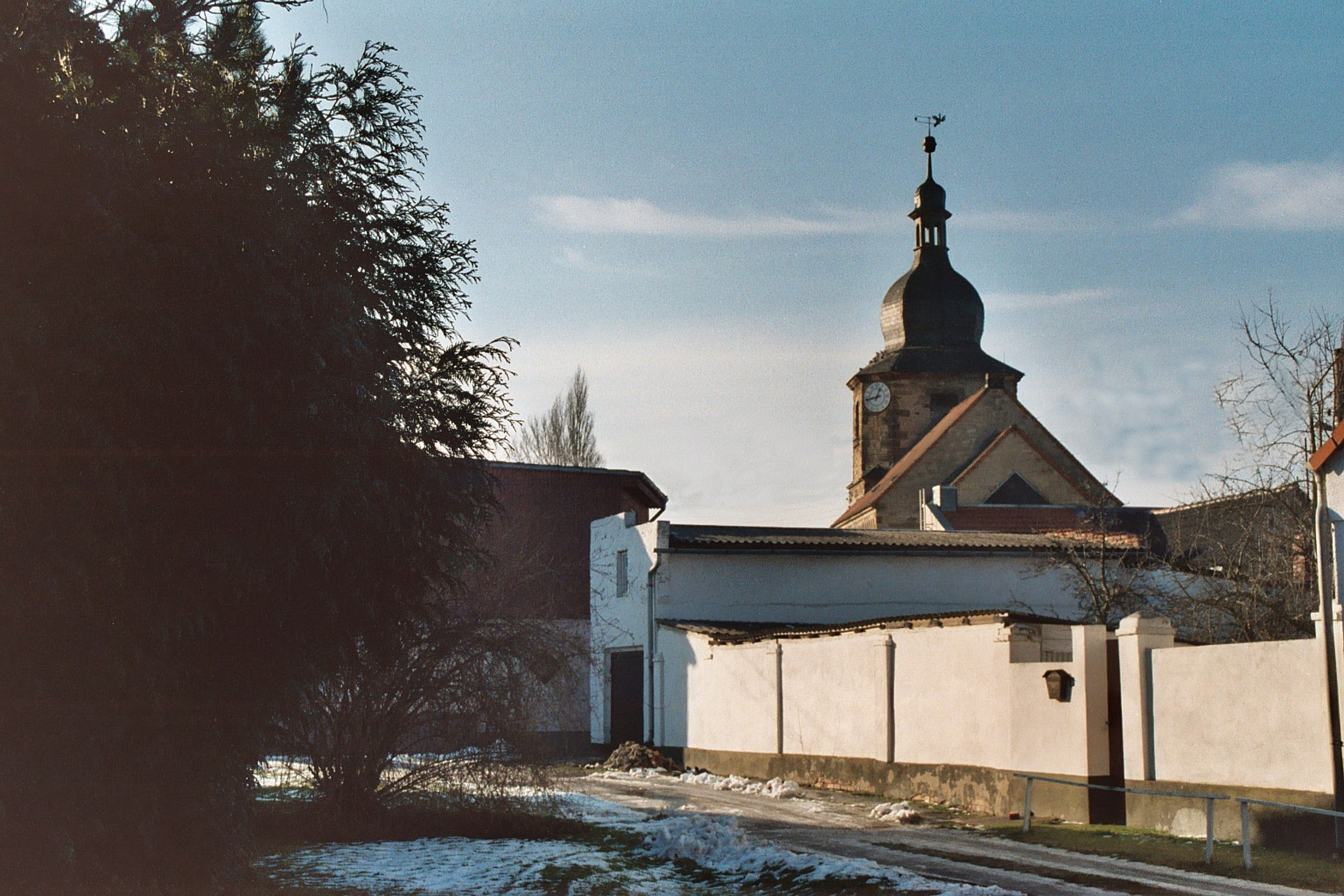
تصویری از منطقه مسکونی

دورنشتدت (به آلمانی: Dornstedt) یک منطقهٔ مسکونی در آلمان است که در Teutschenthal واقع شده‌است. دورنشتدت ۷۵۲ نفر جمعیت دارد.